# Shannon Malseed
Shannon Malseed née le 27 décembre 1994 à Narrawong, est une coureuse cycliste australienne. Elle a notamment été Championne d'Océanie sur route en 2016. Elle met un terme à sa carrière à l’issue de la saison 2020.

## Palmarès

### Par année
- 2015
  -  Championne d'Australie du critérium espoirs
- 2016
  -  Championne d'Océanie sur route
  - 2e du championnat d'Australie du critérium espoirs
- 2017
  -  Championne d'Australie du critérium espoirs
  -  Médaillée d'argent du championnat d'Océanie sur route
  - 3e du championnat d'Australie du critérium
- 2018
  -  Championne d'Australie sur route
  - 2e du Tour de l'île de Chongming
- 2019
  - 2e étape de la Joe Martin Stage Race
  - 2e de la Joe Martin Stage Race

### Classements mondiaux
| Année                                 | 2015 | 2016 | 2017 | 2018 | 2019 |
| ------------------------------------- | ---- | ---- | ---- | ---- | ---- |
| Classement UCI                        | 670e | 153e | 150e | 66e  | 307e |
| UCI World Tour                        |      | nc   | 137e | 51e  | 229e |
|                                       |      |      |      |      |      |
| Légende : nc = non classéSource : UCI |      |      |      |      |      |